# سولي كريجر
سولي كريجر (بالإنجليزية: Solly Krieger)‏ مواليد 28 مارس 1909 في بروكلين - الوفاة 24 سبتمبر 1964 في لاس فيغاس، كان ملاكم أمريكي سابق صنّف ضمن فئة الوزن المتوسط.

## إحصائيات
خاض خلال مسيرته 113 نزالا، فاز في 82 وتعادل في 6 وخسر في 25. فاز بالضربة القاضية في 54 نزالا.

## روابط خارجية
- سولي كريجر على موقع بوكس ريك (الإنجليزية) (registration required)